# Sporophila ruficollis
El semillero gorjioscuro (Sporophila ruficollis), también denominado capuchino garganta café (en Argentina, Paraguay y Uruguay), espiguero de garganta oscura (en Perú), espiguero capuchino de garganta negra o gargantillo castaño (en Uruguay), o paraguayito, es una especie de ave paseriforme de la familia Thraupidae perteneciente al numeroso género Sporophila. Es nativo del centro sur de América del Sur.

## Distribución y hábitat
Se reproduce en el este de Bolivia (este de Tarija, este de Santa Cruz), centro sur de Brasil (sur de Mato Grosso, oeste de Mato Grosso do Sul y suroeste de Río Grande del Sur), este y centro de Paraguay (inclusive en el Chaco), y norte y oeste de Uruguay (Artigas y Paysandú), donde se la puede apreciar en la Quebrada de los Cuervos; en Argentina se distribuye por el sureste de Jujuy, este de Salta, Formosa, Chaco, Santiago del Estero, Tucumán, Santa Fe, Corrientes, Misiones, Entre Ríos, norte de Buenos Aires y este de Córdoba. Como migrante austral llega hasta el norte de Bolivia (este de La Paz, Beni), centro y sur de Brasil (Mato Grosso, Goiás, oeste de Minas Gerais, oeste de São Paulo). Registrado como migrante ocasional en el extremo sureste de Perú, en Pampas del Heath, Puno.
Esta especie es considerada un reproductor poco común y local en sus hábitats naturales: los pastizales menos perturbados, generalmente donde estacionalmente inundables, cardales, juncales, etc, hasta los 1100 m s. n. m. (metros sobre el nivel del mar). Cuando migra prefiere pastos altos húmedos.

## Estado de conservación
El semillero gorjioscuro ha sido calificado como casi amenazado por la Unión Internacional para la Conservación de la Naturaleza (IUCN) debido a que su población, todavía no cuantificada, se presume estar en decadencia moderadamente rápida como resultado de la combinación de la degradación del hábitat y de las capturas para su venta como ave de jaula.

## Descripción
Mide aproximadamente 10 cm de longitud. El macho presenta una corona y partes de las alas de un color celestino, posee garganta y pecho de un color café y el abdomen de un color marrón brillante, las hembras y los ejemplares jóvenes poseen un color olivaceo amarillento por todo el cuerpo.[cita requerida]

## Comportamiento
Se alimentan especialmente de semillas aunque a veces incorporan larvas a su dieta.
Nidifican entre los pastizales y cardales, construyen un nido con forma de taza que fabricado con tallos, pastos, telarañas, etc. La hembra coloca hasta tres huevos de colores blancos-grisáceos.[cita requerida]

## Sistemática

### Descripción original
La especie S. ruficollis fue descrita por primera vez por el ornitólogo alemán Jean Cabanis en 1851 bajo el nombre mismo nombre científico; la localidad tipo es: «Montevideo, Uruguay».

### Etimología
El nombre genérico femenino Sporophila es una combinación de las palabras del griego «sporos»: semilla, y  «philos»: amante; y el nombre de la especie «ruficollis» se compone de las palabras del latín  «rufus»: rufo, rojizo, y «collis»: de pescuezo.

### Taxonomía
Es monotípica. Ha sido sugerido que la presente especie sería un morfo de color de Sporophila hypoxantha; tradicionalmente han sido consideradas especies hermanas, como demostrado por Campagna et al. 2013. Los datos presentados por los amplios estudios filogenéticos recientes demostraron que la presente especie es próxima de Sporophila hypoxantha y el par formado por ambas es próximo de S. palustris, y que el  clado resultante es próximo del par formado por S. hypochroma y S. pileata.